# Jablonka
Jablonka (maďarsky Szvancairtvány) je obec na západě Slovenska v okrese Myjava. Žije zde 470 obyvatel. První písemná zmínka o obci pochází z roku 1690, nicméně do dubna 1954 byla Jablonka součástí města Myjava.

## Poloha
Obec leží na úpatí Bílých Karpat na silnici mezi městem Myjava a obcí Krajné. Nejvyšším bodem katastru obce je vrch Lipovec (499 m n. m.). Je rozdělena potokem Jablonka, který poté teče jihovýchodním směrem k řece Váh. K obci patří 26 osad: U Figurov, Guzice, Ščibranské, Kratina, Hopkáče, U Ušiakov, U Maliarikov. U Michaličkov, U Babiari, Jablonka centrum, Kvietkové, U Jánošov, U Triančíkov, U Kubíkov, U Klbečkov, U Kodajov, U Tížikov, Podpasienok, Podkorytárka, U Mockov, U Borovských, U Maronov, U Horniačkov, Močiare, Švancarova Dolina a U Sládečkov.